# Armatocereus mataranus
Armatocereus mataranus F.Ritter es una especie fanerógama perteneciente a la familia Cactaceae. Es endémica de Sudamérica en Perú (Cajamarca). Actualmente es considerado un sinónimo de Armatocereus matucanensis.

## Descripción
Es un cactus arbolado que alcanza  hasta 7 m de altura; tiene segmentos azulados de hasta 50 cm  de largo (50 cm), y 15 cm  de diámetro (15 cm), con 5 a 7 costillas prominentes con 3 a 8 espinas centrales y de 6 a 10 radiales.

## Taxonomía
Armatocereus mataranus fue descrita por (Kunth) Backeb. ex A.W.Hill y publicado en Succulenta (Netherlands) 46(2): 23, [illus.]. 1967.
Etimología
Armatocereus: nombre genérico que proviene del latín armatus = "armado" y  cereus = "cirio".
El epíteto de la especie mataranus se refiere a la aparición de la especie en Matara, cerca de San Marcos.
Sinonimia
- Armatocereus mataranus var. ancashensis[5][6]